# Industria Automotriz Helénica
Industria Automotriz Helénica (ELVO) es un fabricante de vehículos griego con sede en Tesalónica.

## Historia
Inició el negocio como Steyr Hellas SA ensamblando y fabricando camiones, motocicletas y tractores agrícolas (modelos Steyr y Puch). Los importantes pedidos de camiones y autobuses del ejército griego y las autoridades estatales pronto dieron impulso a la empresa. La división de tractores declinó en la década de 1980 cuando la empresa se centró en vehículos militares; en 1986 cambió su nombre a Hellenic Vehicle Industry S.A..
Los primeros diseños originales de la empresa griega fueron un camión de 3 toneladas en 1980 (no producido industrialmente) y un autobús militar (chasis y carrocería) en 1981. Ese mismo año comenzó la construcción de su "propio" vehículo blindado para el personal de Leónidas. (de hecho, el modelo 4K 7FA de Steyr construido con pequeños cambios, siempre con contenido local que aumenta gradualmente). En 1987, la industria automotriz helénica presentó el Leonidas-2, esta vez con modificaciones significativas. Se construyeron cientos de ellos, mientras que se propusieron varias versiones.
En los años siguientes, la industria automotriz helénica se convirtió en un importante fabricante de camiones militares y civiles para una variedad de usos (todos basados en modelos Steyr), motores (tipos Steyr, muchos para exportar a la misma empresa austriaca), Jeeps militares (Mercedes -Benz Clase G bajo licencia), vehículos y maquinaria a medida y autobuses, con importantes exportaciones. La producción de autobuses generalmente implicaba la construcción de carrocerías sobre chasis importados; solo unos pocos modelos incluían el diseño y la construcción completos del chasis ELVO, incluidos los modelos Midas y Europa de 1993 y varios tipos de autobuses militares. Los autobuses Scania L113 con carrocería ELVO exportados a Trans-Island Bus Services, Singapur en 1996, fueron recibidos por la prensa de ese país como los primeros autobuses de piso bajo en la región en general.
No se realizaron numerosos planes ambiciosos para el desarrollo de la empresa y nuevos productos, ya que la naturaleza estatal de la empresa la vinculaba a los efectos de los cambios de gobierno y la mala gestión. Aunque se retiró de un acuerdo de 1988 con Steyr para desarrollar un vehículo blindado de combate de infantería, la industria helénica de vehículos sorprendió a muchos en 1998 al presentar un vehículo blindado de combate de infantería particularmente avanzado de su propio diseño y desarrollo, llamado Kentaurus. Sin embargo, el vehículo no ha sido pedido por el ejército griego hasta la fecha debido a los presupuestos ajustados. Otro paso hacia desarrollos originales fue su iniciativa de crear un deportivo ligero que fue adjudicada a TWT (empresa de ingeniería creada en Alemania por el ingeniero griego Dimitris Vartziotis, con fábricas en Alemania y Grecia). El prototipo del ELVO Aletis (que significa "vagabundo" en griego), un atractivo automóvil diseñado por Pininfarina con motor Volkswagen, se presentó en la Internationale Automobil-Ausstellung de Frankfurt en 2001, pero nunca se llegó a producir.
En 2000, la industria automovilística helénica se privatizó parcialmente, cuando el grupo griego de ingeniería e ingeniería Mytilineos adquirió el 43% y se hizo cargo de la empresa. La empresa enfrentó graves problemas financieros debido a la reducción de pedidos en 2009, después de que se completó la producción (en colaboración con varias empresas griegas) de 140 MBT Leopard 2 Hel bajo licencia de Krauss-Maffei Wegmann (KMW). La gestión de la empresa volvió al estado griego en 2010.
El estado griego presentó una petición para poner en suspensión de pagos a la industria automotriz helénica en enero de 2014. En 2015, la empresa estaba en proceso de disolución. Sin embargo, en abril de 2015, la disolución se congeló cuando el gobierno griego buscó un comprador privado para la empresa, citando su importancia estratégica para la base industrial de defensa griega.
En 2019, el gobierno griego lanzó una licitación internacional para la venta de la participación de Hellenic Vehicle Industry. En 2020, la venta de la empresa a un consorcio con intereses israelíes que incluía a Plasan Sasa Ltd, Naska Industries - SK Group y al empresario griego Aristidis Glinis parece haber finalizado con éxito. Según las fuentes, se anunció que el consorcio israelí fue considerado el mejor postor en la licitación pública para la venta de los activos de ELVO y el consorcio israelí se ha comprometido a invertir entre 95 y 135 millones de euros en ELVO en los próximos cinco años.
La adquisición se completó el 14 de febrero de 2021 y el consorcio israelí tomó el control de la producción de los vehículos ELVO, que eran de interés para las fuerzas armadas griegas. Están considerando la posibilidad de producir vehículos militares y vehículos regulares para Grecia y más allánte para Europa, como ELVO Aletis, que fue un prototipo en la década de 2010.